# Alianza Lima
Club Alianza Lima – peruwiański klub ze stolicy państwa Limy. Założony został 15 lutego 1901 i gra obecnie w pierwszej lidze peruwiańskiej Primera División Peruana.

## Historia

### Początki
Klub założony został 15 lutego 1901 pod nazwą Sport Alianza przez grupę młodych robotników pracujących w stadninie koni zwanej Alianza, będącej własnością ówczesnego prezydenta Peru Augusto Leguii. W tym czasie stadnina leżała poza miastem.
Pierwszy strój składał się z koszulek w pionowe paski zielono-białe, podobne do tych noszonych przez dżokejów ze stadniny, w której pracowali. Później zmienione zostały na obecne, ciemnoniebieskie i białe pionowe paski. Ze względu na bliską zażyłość między graczami zespołu nazwani zostali Los Íntimos.
Alianza wzięła udział w peruwiańskich rozgrywkach ligowych od pierwszego sezonu 1912, zdobywając pierwszy tytuł mistrza Peru w 1918 roku. W ciągu swoich pierwszych lata grała nieregularnie z innymi drużynami z Limy, a także z portu Callao. Mecze przeciwko Atlético Chalaco wzbudzały powszechne zainteresowanie jako starcie między Limeños a Chalacos. Sport Alianza zaczęła stawać się popularnym zespołem, przyciągającym coraz większą liczbę kibiców.

### Spadek z ligi
Podczas gdy stadnina Alianza zmieniła właściciela i lokalizację, zespół zmuszony był zmieniać swą siedzibę aż do roku 1928, kiedy to pod nową nazwą Alianza Lima klub znalazł wreszcie dla siebie stałe miejsce przy alei Manco Capac w Limie.
W tym samym roku pierwszy raz grali przeciwko Federación Universitaria (obecnie Universitario Lima), który w przyszłości miał się stać ich największym rywalem w Limie. Obecnie starcia między tymi zespołami uważa się za najważniejsze derby w Peru.
Lata 30. XX wieku przyniosły jednocześnie największą radość i największą klęskę klubu. Jednak pamięć tego osiągnięcia została przesłonięta przez spadek z ligi w 1938. Po roku gry w drugiej lidze zespół wrócił do ligi pierwszej, w której nieprzerwanie gra do dziś.

### Tytuły
Alianza Lima tradycyjnie walczy o pierwsze miejsce w peruwiańskiej lidze, ściągając do siebie najlepszych graczy kraju. W latach 40., 50., 60. i 70. XX wieku Alianza 10-krotnie została mistrzem, w tym raz dwukrotnie z rzędu (1977 i 1978), gdy jej gracze niemal w całości tworzyli narodowy zespół Peru. W tym czasie klub grał już na stadionie Estadio Alejandro Villanueva w La Victoria, położonym w sąsiedztwie Matute, szczególnie identyfikującym się z klubem.

### Tragedia i lata 80.
Rok 1980 to najbardziej gorzki rok w historii klubu. W pierwszym roku dekady pomimo posiadania znakomitych graczy Alianza nie potrafiła zdobyć tytułu mistrza, po który sięgnął Club Sporting Cristal, należący do grupy trzech największych peruwiańskich potęg. W roku 1987 Alianza Lima na kilka meczów przed końcem ligi zajmowała pierwsze miejsce, wszystko wskazywało na to, że sięgnie po kolejny tytuł mistrza Peru. Dnia 7 grudnia 1987 Alianza udała się do Pucallpy by rozegrać mecz z miejscowym Deportivo Pucallpa. Mecz wygrała Alianza 1:0 po bramce zdobytej przez Carlosa Buatamante. Zespół wracał samolotem peruwiańskiej marynarki wojennej typu Fokker F27. Kilka kilometrów od lotniska w Callao samolot wraz z całą ekipą Allianza Lima spadł do morza, przeżył tylko pilot.
Alianza dokończyła rozgrywki wystawiając zespół młodzieżowy i kilku graczy wypożyczonych z CSD Colo-Colo, który miał już w historii podobną przygodę. Przyjaźń pomiędzy obu klubami utrzymuje się nieprzerwanie aż do dziś. Alianza nie zdołala utrzymać pierwszego miejsca i tytuł uzyskał jej największy rywal – Universitario de Deportes.
Drużyna musiała się jakoś pozbierać przed następnym sezonem. Wracali dawni gracze, którzy już zakończyli karierę, jak Teófilo Cubillas, albo zamierzający już zakończyć karierę, jak César Cueto. Wszyscy związani z klubem spieszyli z pomocą, by móc przetrwać najcięższy okres.
W roku 1988 Alianza była bliska spadku, jednak udało jej się utrzymać w lidze dzięki dobrej grze w końcówce sezonu. W ciągu następnych kilku lat nie była w stanie walczyć o najwyższe trofeum. Jednak okres bez mistrzowskiego tytułu był znacznie dłuższy, niż się spodziewano i zakończył się po 18 smutnych sezonach zdobyciem mistrzostwa Peru w roku 1997.

### Tytuły i 100-lecie klubu
W roku 1997 Alianza Lima sięgnęła po pierwszy tytuł mistrza Peru od roku 1978. Trenerem zespołu był kolumbijski szkoleniowiec José Luis Pinto. W 1999 było drugie miejsce, po przegraniu meczów finałowych z Universitario Lima. W pierwszych godzinach nowego roku 2000 spotkało klub nowe nieszczęście – młody i utalentowany kapitan drużyny Sandro Baylón zmarł na skutek obrażeń poniesionych w wypadku samochodowym, w którym jadąc samochodem uderzył z dużą prędkością w słup.
W roku 2001 klub świętował stulecie swego istnienia, nagradzając się zdobyciem kolejnego tytułu mistrza Peru po pokonaniu w rzutach karnych Cienciano. Po następne tytuły Alianza sięgnęła w latach 2003 i 2004, w obu przypadkach pokonując w meczu finałowym Club Sporting Cristal. Zespół prowadzony był przez Argentyńskiego trenera Gustavo Costas.

## Stroje

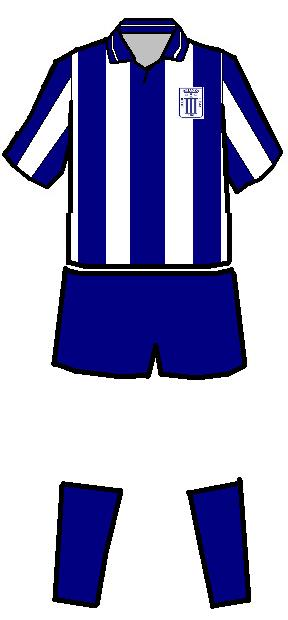
Oficjalny strój Alianza Lima

Domowe stroje składają się z koszulek w biało-niebieskie paski, niebieskich spodenek i niebieskich getrów. Stroje wyjazdowe nie są specjalnie ustalone, a zespół czasami gra w całości na niebiesko lub na biało. W czasie października w hołdzie dla Señor de los Milagros, zespół zmienia strój na purpurowy, kolor, który jest często związany z religijnym obrazem i jego procesją.

## Stadion
Główna siedziba klubu jest położona w okręgu la Victoria w mieście Lima. Infrastruktura obejmuje stadion Alejandro Villanueva o pojemności na blisko 35 000 widzów, boiska i sale treningowe wraz ze sprzętem oraz biura administracji.

## Osiągnięcia

### Krajowe
- Primera División

| zwycięstwo (25):     | 1918, 1919, 1927, 1928, 1931, 1932, 1933, 1948, 1952, 1954, 1955, 1962, 1963, 1965, 1975, 1977, 1978, 1997, 2001, 2003, 2004, 2006, 2017, 2021, 2022 |
| drugie miejsce (21): | 1914, 1917, 1930, 1934, 1935, 1937, 1943, 1953, 1956, 1961, 1964, 1971, 1982, 1986, 1987, 1993, 1994, 1996, 1999, 2009, 2011                         |

- Torneo del Inca

| zwycięstwo (1):     | 2014 |
| drugie miejsce (1): | 2015 |

- Copa de Campeones

| zwycięstwo (1):     | 1919 |
| drugie miejsce (0): | –    |

## Kibice
Główna organizacja kibiców klubu Alianza Lima zwana jest Comando Svr. Nazwa pochodzi od tego, że zajmują południowe miejsca na stadionie (hiszp. sur oznacza „południowy”), a litera V umieszczona jest zamiast U ze względu na to, że litera U utożsamiana jest z rywalem Universitario de Deportes.
Istnieje bardzo silna rywalizacja pomiędzy Comando Svr a Trinchera Norte (największa organizacja kibiców w Universitario).
Na innych miejscach stadionu zasiadają inne grupy kibiców: wschodnia trybuna (Tribuna Oriente) zajmowana jest przez grupę Los de Oriente, a zachodnia trybuna (Tribuna Occidente) przez grupę Los de Abajo.
Kibicem Allianzy jest papież Leon XIV.